# Skallen Ôike
Skallen Ôike är en sjö i Antarktis. Den ligger i Östantarktis. Norge gör anspråk på området. Skallen Ôike ligger 7 meter över havet.